# Athysanus
Athysanus — рід цикадок із ряду клопів.

## Опис
Цикадки розміром 4—5 мм. Помірно стрункі, з широкою, округло виступаючою поперечною головою. Перехід обличчя в тім'я закруглений. У колишньому СРСР налічувалось 2 види.

## Систематика
У складі роду:
- Athysanus argentarius Metcalf, 1955
- Athysanus lugubris Melichar, 1896
- Athysanus luridus Ferrari, 1882
- Athysanus quadrum Boheman, 1845 — Палеарктика